# Lederia seidlitzi
Lederia seidlitzi is een keversoort uit de familie zwamspartelkevers (Melandryidae). De wetenschappelijke naam van de soort werd in 1916 gepubliceerd door Edmund Reitter.